# Дяківка (Конотопський район)
Дякі́вка — село в Україні, у Конотопському районі Сумської області. Населення становить 707 осіб. До 2020 орган місцевого самоврядування — Дяківська сільська рада.

## Географія
Село Дяківка розташоване на березі річки без назви, яка за 2 км впадає у річку Вижлиця, вище за течією примикає село Шпокалка, нижче за течією на відстані 1,5 км розташоване село Новий Мир.
Через село пролягає залізниця, станція Карпилівка. Поруч пролягає автомобільний шлях Т 1908.

## Історія
- Село відоме з першої половини XVIII ст.
- За даними на 1862 рік у власницькому селі Путивльського повіту Курської губернії мешкало 1052 особи (525 чоловіків та 527 жінки), налічувалось 95 дворових господарств, існувала православна церква[1].
- Станом на 1880 рік у колишньому власницькому селі Клепальської волості мешкало 957 осіб, налічувалось 171 дворове господарство, існували православна церква та 12 вітряних млинів[2].
- Село постраждало внаслідок геноциду українського народу, проведеного урядом СССР 1932—1933 та 1946–1947 роках[3], встановлено смерті не менше 15 людей[4].
- 12 червня 2020 року, відповідно до розпорядження Кабінету Міністрів України № 723-р «Про визначення адміністративних центрів та затвердження територій територіальних громад Сумської області», село увійшло до складу Буринської міської громади[5].
- 19 липня 2020 року, в результаті адміністративно-територіальної реформи та ліквідації Буринського району, увійшло до складу новоутвореного Конотопського району[6].

## Населення

### Мова
Розподіл населення за рідною мовою за даними :
| Мова       | Кількість | Відсоток |
| ---------- | --------- | -------- |
| українська | 690       | 96.23 %  |
| російська  | 17        | 3.77 %   |
| Усього     | 707       | 100 %    |

## Економіка
- Молочно-товарна ферма.
- «Вікторія», агрофірма, ТОВ.
- «Бурякорадгосп ім. Б. Хмельницького».

## Соціальна сфера
- Дитячий садок.
- Школа.

## Галерея

Братська могила червоноармійців, учасників громадянської війни
Братська могила радянських воїнів

## Постаті
- Панченко Віктор Володимирович (1968—2023) — солдат Збройних сил України, учасник російсько-української війни.